# Syndiamesa kyogokusecunda
Syndiamesa kyogokusecunda är en tvåvingeart som beskrevs av Sasa och Suzuki 1998. Syndiamesa kyogokusecunda ingår i släktet Syndiamesa och familjen fjädermyggor. Inga underarter finns listade i Catalogue of Life.